# Саррьян
Саррья́н (фр. Sarrians) — коммуна во французском департаменте Воклюз региона Прованс — Альпы — Лазурный Берег. Относится к кантону Карпантра-Нор. 

## Географическое положение

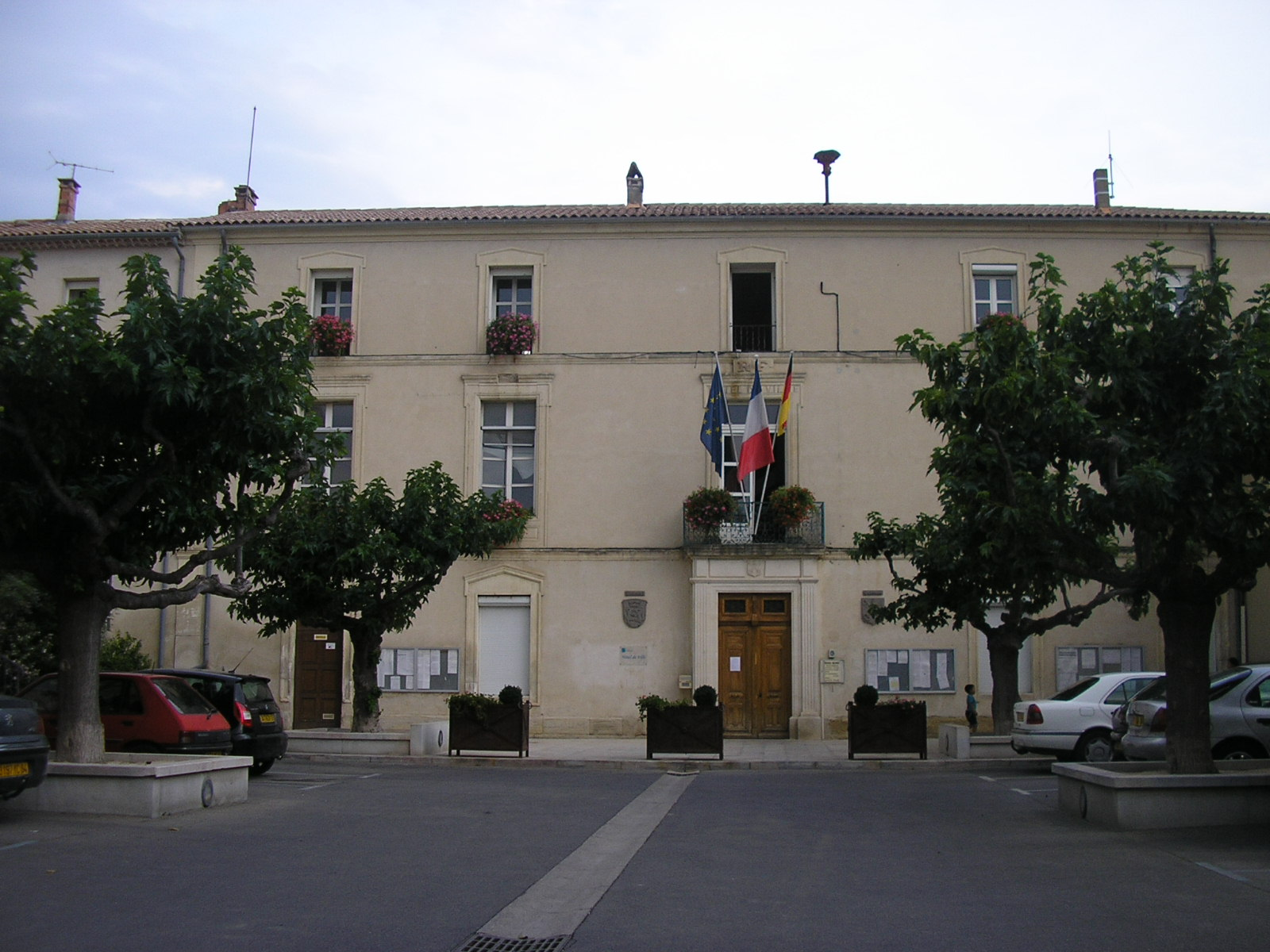
Саррьян. Мэрия.

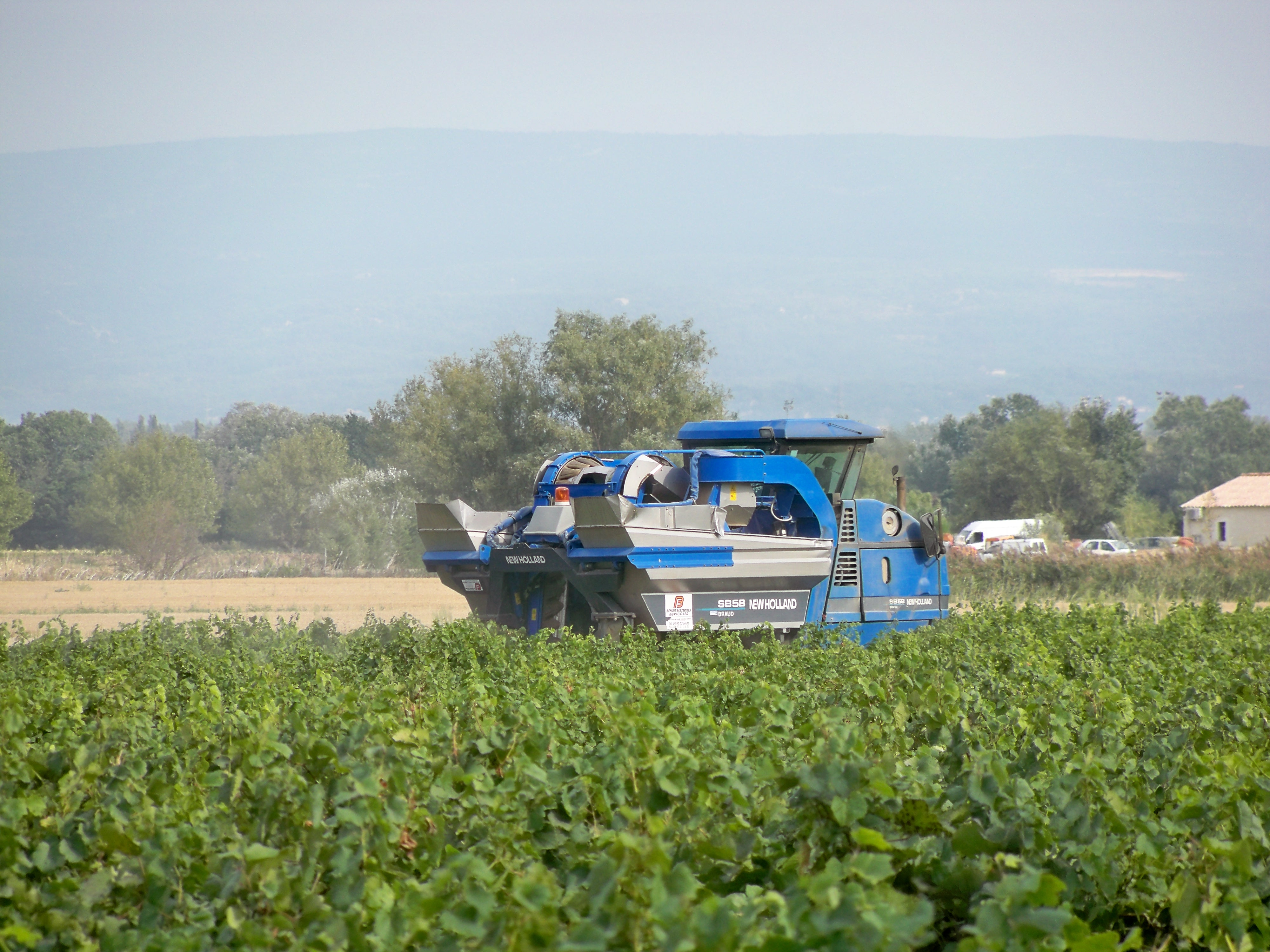
Виноградники в окрестностях Саррьяна.

Саррьян расположен в 20 км к северо-востоку от Авиньона. Соседние коммуны: Бом-де-Вениз и Обиньян на северо-востоке, Лориоль-дю-Конта и Карпантрас на юго-востоке, Куртезон на западе, Жонкьер на северо-западе.
Город стоит на равнине на запад от гор Воклюза.

### Гидрография
По границе коммуны протекает Увез. Саррьян также пересекает канал Карпантра. Кроме этого, на восточной окраине коммуны протекает Брегу, приток реки Мед.

## Демография
Население коммуны на 2010 год составляло 5809 человек.
| 1962 | 1968 | 1975 | 1982 | 1990 | 1999 | 2010 |
| ---- | ---- | ---- | ---- | ---- | ---- | ---- |
| 3301 | 3554 | 4052 | 5030 | 5094 | 5456 | 5809 |